# Wir danken dir, Gott, wir danken dir, BWV 29
Wir danken, dir Gott, wir danken dir, BWV 29 (Et donem gràcies, Déu, Et donem gràcies), és una cantata religiosa de Johann Sebastian Bach per a la presa de possessió del Consistori municipal, estrenada a Leipzig el 27 d'agost de 1731.

## Origen i context
Com ja havia fet abans a Mühlhausen, Bach estrenà diverses cantates per a aquesta festivitat cívica a Leipzig, ciutat en què el consistori municipal es renovava cada any i es feia una cerimònia solemne, normalment a l'església de Sant Nicolau, el dilluns després de sant Bartomeu, que se celebra el 24 d'agost. Atès l'èxit assolit, aquesta cantata s'interpretà almenys dues vegades més en vida de Bach, l'any 1739 i el 1749, un any abans de la seva mort. Es conserven, almenys, altres sis cantates per a aquesta festa.
El llibretista, desconegut, assimila la ciutat de Leipzig al Mont Sió, indret que Déu escollí per edificar-hi el tabernacle; el text és un conjunt de lloances dedicades a posar la vila sota la protecció del Totpoderós; trompetes, timbals, oboès i orgue ressalten el caràcter festiu de la cerimònia.

## Anàlisi
Obra escrita per a soprano, contralt, tenor, baix i cor; tres trompetes, timbals, dos oboès, orgue concertant, corda i baix continu. Consta de vuit números.
1. Simfonia
2. Cor: Wir danken dir, Gott, wir danken dir und verkündigen deine Wunder (Et donem gràcies, Déu, Et donem gràcies i proclamem el teus Miracles)
3. Ària (tenor): Halleluja, Stärk und Macht (Al·leluia, Força i Poder)
4. Recitatiu (baix): Gottlob! es geht uns wohl! (Lloat sia Déu! Som afortunats!)
5. Ària (soprano): Gedenk an uns mit deiner Liebe (Pensa en nosaltres amb el teu Amor)
6. Recitatiu (contralt) i cor:  Vergiß es ferner nicht, mit deiner Hand (I no t'oblidis pas, amb la teva Mà)
7. Ària (contralt): Halleluja, Stärk und Macht (Al·leluia, Força i Poder)
8. Coral: Sei Lob und Preis mit Ehren (Lloança, Honor i Glòria)

La simfonia inicial és una admirable transcripció del preludi de la tercera partita per a violí sol (BWV 1006), que es converteix en un concert per a orgue; el teclat toca tota la part originàriament del violí amb un acompanyament orquestral compost per a l'ocasió. És probable que el mateix Bach toqués l'orgue el dia de l'estrena. El cor següent és un motet canònic basat en dos temes principals per a cada frase del text, que reprodueix el versicle inicial del salm 75; Bach el va reutilitzar posteriorment en el Gloria i l'Agnus Dei de la Missa en si menor, BWV 232. L'obra conté tres àries que semblen constituir un tríptic. La primera, número 3, és un veritable trio per a tenor, violí i continu; en la segona, número 5, els oboès i la corda, que acompanyen la veu de soprano, executen una siciliana deliciosa, mentre que la tercera, número 7, reforça la unitat de l'obra. El text cantat pel contralt, acompanyat de l'orgue, reprèn els dos versos inicials de la primera ària, de manera que tornem a sentir la mateixa música, ara en re menor, de l'ària del tenor. Aquestes tres àries estan separades per dos recitatius, en el segon dels quals hi intervé el cor en cantar amen. El cor final, agafa la cinquena estrofa de l'himne Nun lob, mein Seel, den Herren de Johann Gramann (1548), coronat per les intervencions de les trompetes i els timbals. Té una durada aproximada d'uns vint-i-cinc minuts.

## Discografia seleccionada
- J.S. Bach: Das Kantatenwerk. Sacred Cantatas Vol. 2. Nikolaus Harnoncourt, Wiener Sängerknaben & Chorus Viennensis, Hans Gillesberger (director del cor), Concentus Musicus Wien, Paul Esswood, Kurt Equiluz, Max van Egmond. (Teldec), 1994.
- J.S. Bach: Complete Cantatas Vol. 20 . Ton Koopman, Amsterdam Baroque Orchestra & Choir, Sandrine Piau, Bogna Bartosz, James Gilchrist, Klaus Mertens. (Challenge Classics), 2006.
- J.S. Bach: Cantatas Vol. 52. Masaaki Suzuki, Bach Collegium Japan, Han Blazikova, Robin Blaze, Gerd Türk, Peter Kooij. (BIS), 2013.
- J. S. Bach: Church Cantatas Vol. 9. Helmuth Rilling, Gächinger Kantorei, Bach-Collegium Stuttgart. (Hänssler), 2009.